# Chorthippus
Chorthippus is een geslacht van rechtvleugelige insecten die behoren tot de familie veldsprinkhanen (Acrididae). Er zijn bijna 190 verschillende soorten, waarvan er negen voorkomen in België en Nederland.
Een aantal soorten heeft een kenmerkende lob aan de voorzijde van de vleugel, die het chorthippuslobje wordt genoemd.

## Soorten
Het geslacht Chorthippus omvat de volgende soorten:
- Chorthippus abchasicus
- Chorthippus acroleucus
- Chorthippus aktaci
- Chorthippus albomarginatus – kustsprinkhaan
- Chorthippus albonemus
- Chorthippus almoranus Uvarov, 1942
- Chorthippus alticola
- Chorthippus alxaensis Zheng, 2000
- Chorthippus amplilineatus
- Chorthippus amplimedilocus Zheng & Yang, 1997
- Chorthippus amplintersitus Liu, 1981
- Chorthippus angulatus Tarbinsky, 1927
- Chorthippus antecessor
- Chorthippus antennalis Umnov, 1931
- Chorthippus apicalis
- Chorthippus apricarius – locomotiefje
- Chorthippus apricaroides Zheng & Ren, 2007
- Chorthippus ariasi
- Chorthippus aroliumulus
- Chorthippus atridorsus Jia & Liang, 1993
- Chorthippus badachshani Bey-Bienko, 1963
- Chorthippus badius Mishchenko, 1951
- Chorthippus beianensis Zheng & Sun, 2007
- Chorthippus bellus Zhang & Jin, 1985
- Chorthippus bilineatus Zhang, 1984
- Chorthippus binotatus – gaspeldoornsprinkhaan
- Chorthippus biroi
- Chorthippus bornhalmi
- Chorthippus bozdaghi
- Chorthippus brachypterus
- Chorthippus brevicornis
- Chorthippus brevipterus Yin, 1984
- Chorthippus brunneus – bruine sprinkhaan
- Chorthippus bucharicus Bey-Bienko, 1948
- Chorthippus buerjinensis
- Chorthippus burripes Zheng & Xin, 1999
- Chorthippus caliginosus
- Chorthippus caporiaccoi Salfi, 1934
- Chorthippus cavilosus Mishchenko, 1951
- Chorthippus cazurroi
- Chorthippus changbaishanensis Liu, 1987
- Chorthippus changtunensis
- Chorthippus chapini Chang, 1939
- Chorthippus chayuensis Yin, 1984
- Chorthippus chloroticus
- Chorthippus cialancensis Nadig, 1986
- Chorthippus conicaudatus
- Chorthippus corsicus
- Chorthippus crassiceps
- Chorthippus dabanshanensis
- Chorthippus dahinganlingensis Lian & Zheng, 1987
- Chorthippus daitongensis Huo, 1994
- Chorthippus daixianensis
- Chorthippus darvazicus Mishchenko, 1951
- Chorthippus davatchii Descamps, 1967
- Chorthippus daweishanensis Fu & Zheng, 2000
- Chorthippus deqinensis Liu, 1984
- Chorthippus dichrous
- Chorthippus dierli Ingrisch, 1990
- Chorthippus dirshi Fishelson, 1969
- Chorthippus dorsatus – weidesprinkhaan
- Chorthippus dubius
- Chorthippus eisentrauti
- Chorthippus elbursianus
- Chorthippus ezuoqiensis Ren, Wang & Zhang, 1998
- Chorthippus fallax Zubovski, 1900
- Chorthippus ferdinandi
- Chorthippus ferghanensis Umnov, 1931
- Chorthippus flavabdomenis Liu, 1981
- Chorthippus flavitibias
- Chorthippus flexivenoides Zheng, Zhang, Sun, Li & Xu, 2008
- Chorthippus foveatus
- Chorthippus gansuensis Zheng, 1999
- Chorthippus geminus Mishchenko, 1951
- Chorthippus genheensis Li & Yin, 1987
- Chorthippus giganteus Mishchenko, 1951
- Chorthippus gongbuensis Liang & Zheng, 1991
- Chorthippus gongshanensis Zheng & Mao, 1997
- Chorthippus grahami Chang, 1937
- Chorthippus guandishanensis Ma, Zheng & Guo, 2000
- Chorthippus haibeiensis Zheng & Chen, 2001
- Chorthippus halawuensis Zheng, 2000
- Chorthippus hallasanus
- Chorthippus hammarstroemi Miram, 1907
- Chorthippus hebeiensis
- Chorthippus heiheensis Wang, 2007
- Chorthippus heilongjiangensis Lian & Zheng, 1987
- Chorthippus helanshanensis Zheng, 1999
- Chorthippus helverseni
- Chorthippus hemipterus Uvarov, 1926
- Chorthippus hengshanensis
- Chorthippus himalayanus Balderson & Yin, 1987
- Chorthippus hingstoni
- Chorthippus hirtus Uvarov, 1927
- Chorthippus horqinensis Li & Yin, 1987
- Chorthippus hsiai Zheng & Tu, 1964
- Chorthippus huchengensis
- Chorthippus hyrcanus Bey-Bienko, 1960
- Chorthippus ilkazi
- Chorthippus indus Uvarov, 1942
- Chorthippus ingenitzkyi
- Chorthippus intermedius
- Chorthippus jachontovi Mishchenko, 1951
- Chorthippus jacobsi
- Chorthippus jacobsoni
- Chorthippus jilinensis
- Chorthippus jishishanensis
- Chorthippus johnseni Harz, 1982
- Chorthippus jucundus
- Chorthippus jutlandica
- Chorthippus kalunshanensis Wang, 2007
- Chorthippus kanasensis Wang & Zheng, 2012
- Chorthippus kangdingensis Zheng & Shi, 2007
- Chorthippus karatavicus Bey-Bienko, 1936
- Chorthippus karateghinicus Mishchenko, 1951
- Chorthippus karelini
- Chorthippus kazdaghensis
- Chorthippus keshanensis Zhang, Zheng & Ren, 1993
- Chorthippus ketmenicus Bey-Bienko, 1949
- Chorthippus kirghizicus Mishchenko, 1979
- Chorthippus kiyosawai Furukawa, 1950
- Chorthippus kusnetzovi Bey-Bienko, 1949
- Chorthippus labaumei
- Chorthippus lacustris
- Chorthippus latilifoveatus
- Chorthippus latisulcus Zheng & He, 1995
- Chorthippus lebanicus
- Chorthippus leduensis Zheng & Xin, 1999
- Chorthippus loratus
- Chorthippus louguanensis
- Chorthippus luminosus Mishchenko, 1951
- Chorthippus macrocerus
- Chorthippus maracandicus Mishchenko, 1979
- Chorthippus maritimus
- Chorthippus markamensis Yin, 1984
- Chorthippus marocanus
- Chorthippus miramae
- Chorthippus mistshenkoi Avakyan, 1956
- Chorthippus mollis – snortikker
- Chorthippus monilicornis Umnov, 1931
- Chorthippus montanus – zompsprinkhaan
- Chorthippus moreanus Willemse, Helversen & Odé, 2009
- Chorthippus muktinathensis Balderson & Yin, 1987
- Chorthippus neipopennis
- Chorthippus nemus Liu, 1984
- Chorthippus nepalensis Balderson & Yin, 1987
- Chorthippus nevadensis Pascual, 1976
- Chorthippus nigricanivenus
- Chorthippus ningwuensis
- Chorthippus nudus Umnov, 1931
- Chorthippus occidentalis
- Chorthippus oreophilus Bey-Bienko, 1948
- Chorthippus oschei
- Chorthippus pamiricus
- Chorthippus parnon Willemse, Helversen & Odé, 2009
- Chorthippus pascuus Umnov, 1931
- Chorthippus pavlovskii Mishchenko, 1951
- Chorthippus peneri Fishelson, 1969
- Chorthippus pilipes Bey-Bienko, 1933
- Chorthippus planidentis
- Chorthippus plotnikovi Umnov, 1931
- Chorthippus porphyropterus
- Chorthippus pulloides
- Chorthippus pullus – roodscheensprinkhaan
- Chorthippus pygmaeus
- Chorthippus qilianshanensis
- Chorthippus qingzangensis Yin, 1984
- Chorthippus rebuntoensis
- Chorthippus reissingeri
- Chorthippus relicticus
- Chorthippus robustus Mishchenko, 1979
- Chorthippus rubensabdomenis Liu, 1981
- Chorthippus rubratibialis
- Chorthippus ruficornus Zheng, 1988
- Chorthippus rufifemurus
- Chorthippus rufipennis Jia & Liang, 1993
- Chorthippus saitzevi Mishchenko, 1979
- Chorthippus sampeyrensis Nadig, 1986
- Chorthippus sangiorgii
- Chorthippus sanlanggothis Ingrisch & Garai, 2001
- Chorthippus satunini Mishchenko, 1951
- Chorthippus saulcyi
- Chorthippus savalanicus Uvarov, 1933
- Chorthippus saxatilis Bey-Bienko, 1948
- Chorthippus separatanus Liu, 1981
- Chorthippus shantariensis Mishchenko, 1951
- Chorthippus shantungensis Chang, 1939
- Chorthippus shennongjiaensis Zheng & Li, 2000
- Chorthippus shumakovi Bey-Bienko, 1963
- Chorthippus similis Umnov, 1930
- Chorthippus songoricus Bey-Bienko, 1936
- Chorthippus squamopennis Zheng, 1980
- Chorthippus supranimbus Yamasaki, 1968
- Chorthippus szijji Harz, 1982
- Chorthippus tadzhicus Mishchenko, 1951
- Chorthippus taishanensis
- Chorthippus taiyuanensis
- Chorthippus taurensis
- Chorthippus tianshanensis Zheng, Ma & Ren, 2009
- Chorthippus tianshanicus Umnov, 1930
- Chorthippus tiantangensis Zhong & Zheng, 2004
- Chorthippus tibetanus Uvarov, 1935
- Chorthippus transalajicus Mishchenko, 1979
- Chorthippus turanicus Tarbinsky, 1925
- Chorthippus unicubitus
- Chorthippus uvarovi
- Chorthippus vagans – steppesprinkhaan
- Chorthippus vicinus Mishchenko, 1951
- Chorthippus wenquanensis Wang & Zheng, 2012
- Chorthippus willemsei
- Chorthippus wuyishanensis Zheng & Ma, 1999
- Chorthippus wuyuerhensis Zheng, Zhang, Sun, Li & Xu, 2008
- Chorthippus xiaoxinganlingensis Wang, 2007
- Chorthippus xiningensis Zheng & Chen, 2001
- Chorthippus xueshanensis Zheng & Mao, 1997
- Chorthippus xunhuaensis Zheng & Xie, 2000
- Chorthippus yajiangensis Zheng & Shi, 2007
- Chorthippus yanmenguanensis Zheng & Shi, 1995
- Chorthippus yanyuanensis
- Chorthippus yersini
- Chorthippus yuanmowensis Zheng, 1977
- Chorthippus yulingensis Zheng & Tu, 1964
- Chorthippus yunnanensis Zheng, 1977
- Chorthippus zaitzevi Mishchenko, 1979
- Chorthippus zhengi